# Залізничний транспорт Азербайджану
Залізничний транспорт в Азербайджані — найбільша за довжиною та обсягом перевезень мережа ширококолійних (1520 мм) залізниць загального користування в Закавказзі. Загальна протяжність становить 2125 км, з яких 1278 км електрифіковані (на постійному струмі 3 кВ). З 2010 р. очікується поступовий перехід з постійного струму на змінний.

## Історія

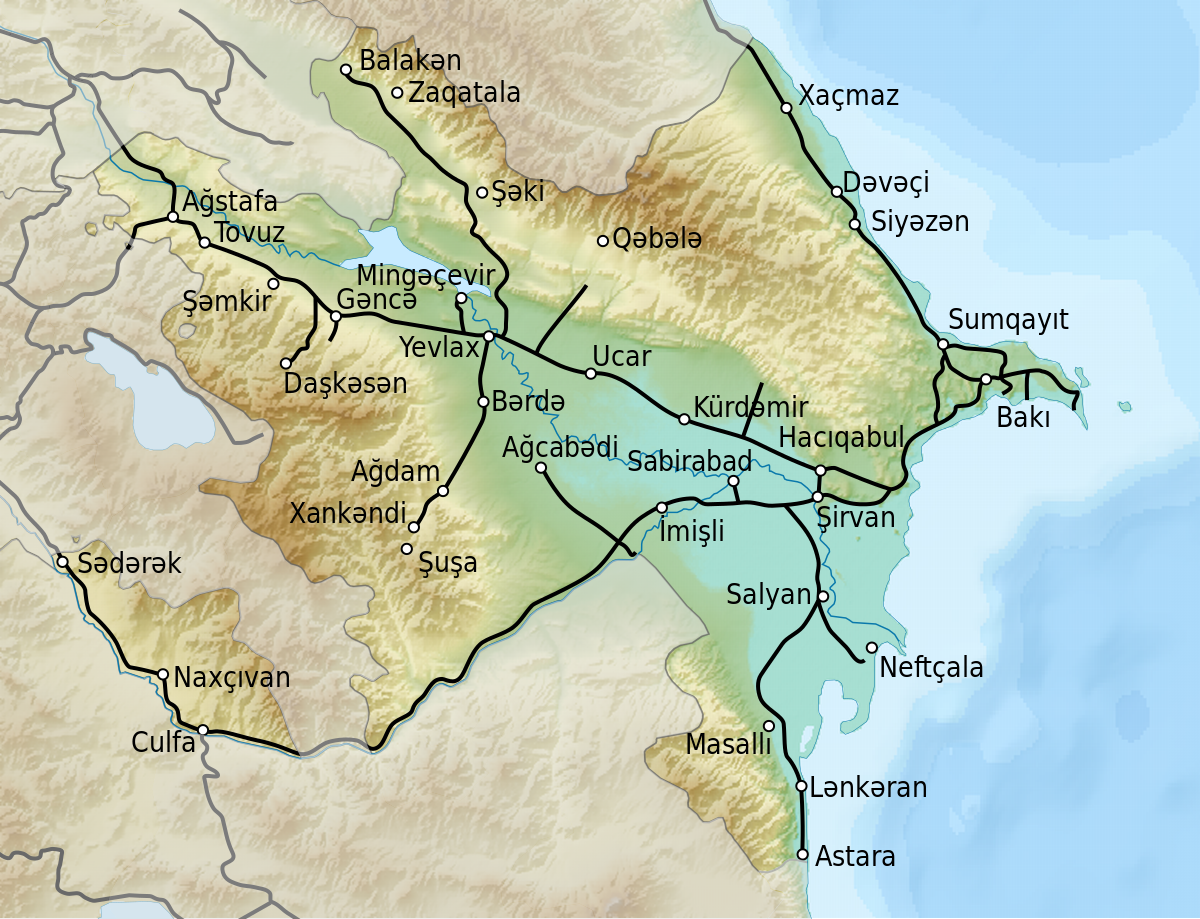
Мапа Азербайджанських залізниць

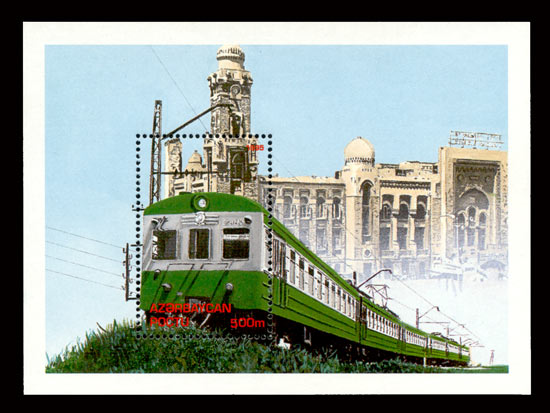
Поштова марка присвячена 151-річчю залізниць Азербайджану

Перша магістральна залізниця в Азербайджані Баку-Сабунчі-Сурахани, була побудована за казенний рахунок, і організаційно належала товариству «Баку-Сурахінінській залізниці». У 1883 р. з введенням в експлуатацію залізниці Баку-Тифліс, залізниці в межах Азербайджану та Грузії, були об'єднані в товариство «Закавказької залізниці», у складі якої залізниці в Азербайджані, функціонували аж до 1918 р., коли було проголошена незалежність Азербайджану зі створенням Азербайджанської Демократичної Республіки. Після 28 квітня 1920 р., із захопленням Азербайджану з боку більшовицької Росії, залізниці Азербайджану, знову були об'єднані з залізницями Грузії в Закавказьку залізницю, і функціонували в її складі до 1945 р., коли знову були виведені з його складу, зі створенням Азербайджанської залізниці. У 1953 р. залізниця знову була об'єднана із Закавказькою залізницею, а в 1955 р. знову виведена з його складу. У 1963 р. Закавказька і Азербайджанська залізниці знову були об'єднані в єдину Закавказьку залізницю, що функціонувала до 1967 року, коли Азербайджанська залізниця була остаточно виведена зі складу Закавказької залізниці. З розвалом СРСР і проголошенням незалежності Азербайджану, його залізниці були виведені зі складу МШС СРСР, зі створенням Азербайджанської державної залізниці — ADDY, яка в 2009 р. була перетворена на акціонерне товариство закритого типу — QSC «Azərbaycan Dəmir Yollari» (Азербайджанські Залізниці).
Залізниці Азербайджану, обслуговували як економічні потреби самого Азербайджану, так і всього Південного Кавказу, а також транзит до країн Близького Сходу, Ірану, Туреччини. Залізниці Азербайджану забезпечували 80 % всього транзиту вантажних перевезень між Закавказької залізницею та рештою мережею залізниць СРСР. Причиною цього було як обмежена пропускна здатність Абхазької гілки Закавказької залізниці, яка також пов'язувала Закавказьку залізницю з мережею залізниць СРСР, так і розвиненіша інфраструктура залізниць Азербайджану, основні магістралі якого пролягають рівнинною місцевістю, двоколійні, повністю електрифіковані, мають великі потужності з переробки вантажів і пропускною спроможністю.

### Історія будівництва, введення в експлуатацію та використання залізниць

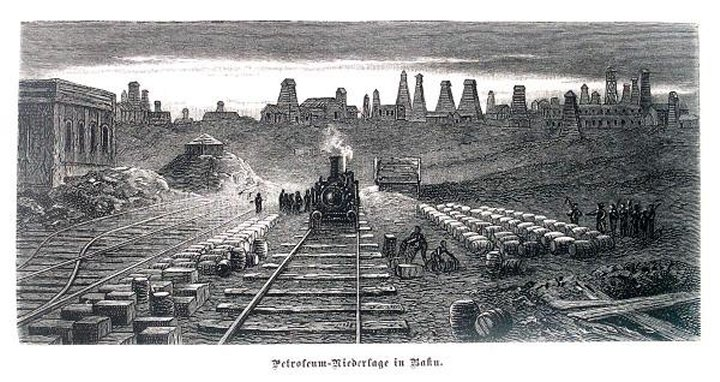
Перевезення нафти з Баку-Сабунчі-Сураханінської залізниці 1884 рік

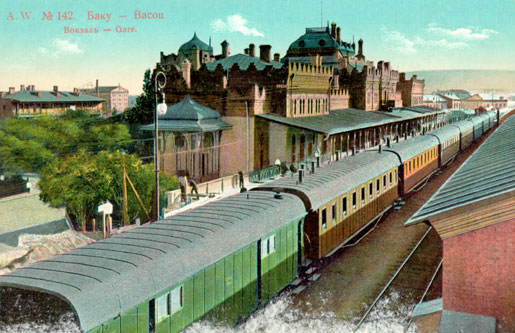
Бакинський вокзал наприкінці 19 ст.

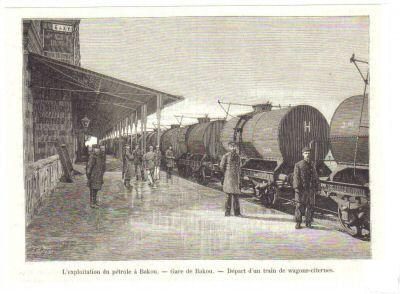
Потяг з нафтою на станції Баку

- 1880 — у експлуатацію введена перша залізниця широкої колії (1524 мм) на території сучасного Азербайджану — ділянка Баку-Сабунчі-Сурахани, яка призначалася для перевезень нафти з родовищ на Апшеронському півострові в Бакинський порт.
- У 1883 в експлуатацію була введена магістральна залізниця Баку-Єлизаветполь-Тифліс.
- В 1890 була побудована залізниця Баку-Дербент-Петровськ-Порт, яка з'єднала Азербайджан з основною територією Російської імперії.
- 1900 — введена лінія Баку-Баладжари-Дербент-Петровськ-Порт.
- 1908 — введена лінія Улуханли-Шарур-Джульфа.
- У 1912 було розпочато прокладання вузькоколійних залізниць Євлах-Барда-Агдам-Степанакерт-Шуша. У 1914 роботи були припинені через Першої світової війни[2].
- У 1936 в експлуатацію були введені лінії Алят-Мінджевань, Мінджевань-Кафан і Сабунчі-Маштага-Бузовна.
- У 1941 після завершення розпочатого в 1939 році[3] будівництва лінії Джульфа-Мінджевань через Мінджевань було відкрито наскрізний рух, а гілка Мінджевань-Кафан стала тупиковим відгалуженням від лінії Джульфа-Мінджевань-Османли-Нові. У тому ж році була введена лінія Аджігабул-Османли-Астара (з відгалуженнями).
- Кільцеві гілки в Баку і Баладжарах — 1936—1942 рр.
- Євлах-Ханкенді (спочатку вузької колії 950 мм, перешита окремими ділянками в 1955—1970 рр.) — 1942 р.
- Протягом 1948—1949 була введена в експлуатацію лінія Сурахани-Кала-Бузовна.
- 1950 — введена лінія Алабашли-Кушчінській міст.
- У 1953—1957 роках були побудовані лінії на Апшеронському півострові.
- 1958 — введена лінія Мінгечаур-гідровузол.
- 1952 — введена лінія Баглар-Більге.
- Протягом 1968—1970 років була побудована лінія Більге-Піршагі-Сумгаїт.
- 1970 — відкрита лінія Гюздак-Наливна.
- 1971 — введена лінія Аджігабул (Казі-Магомед)-Ширван (Алі-Байрамли).
- 1972 — введена лінія Гюздак-Карадаг.
- 1973 — введено лінії Джорат-Сумгаїт-Головний і Забрати II-Піршагі.
- 1985 — побудована лінія Євлах-Белокани.
- Кінець 1980-х — початок 1990-х: залізничний рух на ділянках Джульфа-Мінджевань-Горадіз (у тому числі і на ділянці Карчевань-Мегрі на території Вірменської РСР) і Євлах-Степанакерт припинено через Карабаський конфлікт.
- 1994: відновлено рух на ділянці на схід від Горадіза.

### Служба руху

#### Організація руху
Попри те що діяв нафтопровід Баку-Батумі, нафта залишалася основним видом вантажу, який перевозився залізницею. Після нафти іншими основними вантажами були вугілля, марганець, бавовна, сельгосппродукція. Суттєва частка перевозки припадала на транзитні перевезення, з Батумі і Поті на Баку, з Дербента через Азербайджан, до Грузії, з Росії через Джульфу до Персії і далі в країни Сходу. Для оперативного керівництва перевезеннями Закавказька залізниця була розділена на 23 ділянки, з яких 7 були розташовані в межах Азербайджану.
Основним видом зв'язку був телеграф. Для зменшення витрат, наприкінці XIX ст. стали впроваджувати новітню техніку зв'язку. Для системи сигналізації стали застосовувати електрожезлову систему «Вебба і Томпсона». Тоді ж почали впроваджувати й елеткроблокувальну сигналізацію на лініях Баку-Аджігабул, Євлах-Акстафа.

#### Шляхове господарство
На залізниці в напрямку Баку-Тифліс, до переходу Закавказької залізниці до скарбниці, був укладений рейковий шлях III-го типу. Після переходу залізниці до скарбниці, були укладені рейки IV-го типу в 21 фн. на погонний метр. Рейки на Баку — Сабунчинськой залізниці, також спочатку були III-го типу, пізніше з укладанням другого шляху замінені на рейки IV-го типу. На залізниці в межах Нахічеванського краю, з часу будівництва залізниці Масіс-Джульфа, укладалися рейки IV-го типу.
75 % всіх шпал привозили з Росії, 25 % виготовлялися на місці, з дубової, ялинової, карагачевих і букової деревини. Основною базою з виготовлення і просочення шпал знаходилися в Баку і Горі.

#### Водопостачання
Водопостачання було однією з найсерйозніших проблем на Закавказькій залізниці. Зокрема на його лініях, що проходили Муганьським степом в Азербайджані, особливо на лінії Баку-Аджігабул, де не було в достатній кількості джерел прісної води, розташованих поряд із залізничною магістраллю. Через це доводилося формувати спеціальні «водні» потяги, які розвозили по станціях прісну воду, і зокрема воду для заправки паровозів. Для прикладу, з 8950 пропущених поїздів на лінії Баку-Аджігабул в 1909 р., 3920 припадали на «водні» поїзда. Надалі ця проблема вирішувалася поступовим спорудами водоканалів, водопроводів від річки Кури і освоєння постачання від артезіанських джерел.

### Станції (Історія)

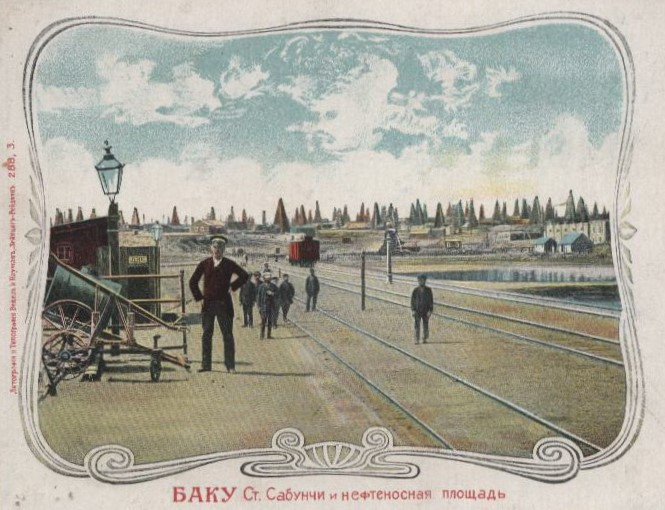
станція в Сабунчі. 19 ст.

У 1909 р. була здана в експлуатацію третя, південна лінія Закавказької залізниці, до структури якої входила і мережа залізниць в Азербайджані. До 1909 р. була сформована основна мережа Закавказької залізниці.
В нижче наведеному списку, наведено характеристику основних станцій Закавказької залізниці в межах Азербайджану, на яких формувалася основна частина вантажо/пасажиропотоків залізниці, на 1909 рік:
- Баку-I — пасажирська станція, 10 шляхів, за графіком пропускала 7 пар потягів на добу, вагонообіг 84 ваг. на добу, 330 660 ваг. на рік. Малося паровозне депо.
- Баку-II — товарна станція, 52 шляхи, пропускна здатність 17 пар на добу, максимальний графік передбачав 23 потяги на добу.
- Баладжари — товарна станція, 30 шляхів, пропускна здатність, в напрямку на Аджішгабул 7 пасажирських, 12 товарних потягів, при посиленому русі 17 товарних потягів, за максимальним графіком 21 пару потягів на добу. Основне паровозне депо.
- Аджігабул — 8 шляхів. Оборотне депо — число приписаних паровозів 10.
- Євлах — 9 шляхів. Оборотне депо — приписаних паровозів 10.
- Єлизаветполь (Ґянджа) — 16 шляхів. Основне паровозне депо.
- Акстафа — 9 шляхів. Оборотне депо.
- Нахічевань — 8 шляхів. Основне паровозне депо — приписаних паровозів 15. Ремонтні майстерні.
- Джульфа — 6 шляхів. Оборотне депо.

### Вокзали Баку

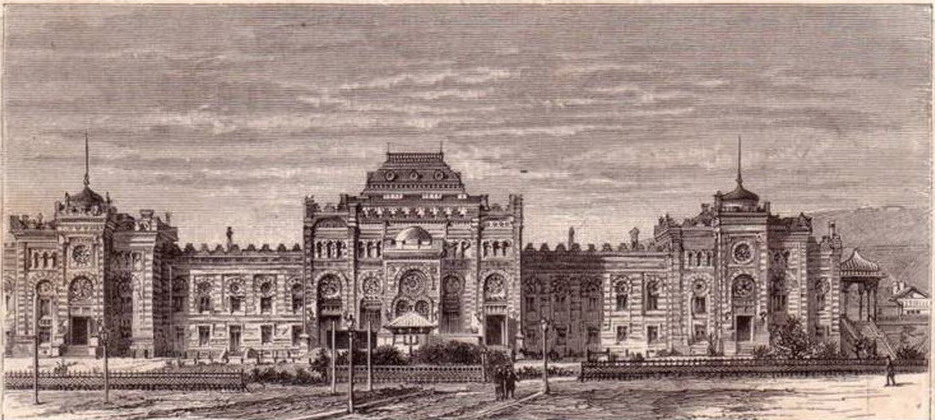
Тифліський вокзал. XIX століття.

Станція Баку-Пасажирський до 1977 року мала у своєму розпорядженні два вокзальні комплекси, Тифліський вокзал, побудований в 1883 році при будівництві залізниці Баку-Тифліс, для обслуговування поїздів далекого прямування, і Сабунчинський вокзал, побудований в 1880 році, але перебудований у 1926 році і призначений для обслуговування приміських електропоїздів, Баку-Сабунчинської електровітки. У 1976 році у зв'язку з реконструкцією станції Баку-Пасажирський, будівля Сабунчинского вокзалу, припинила свою діяльність з обслуговування приміських перевезень, замість нього було побудовано нове сучасне приміщення Бакинського вокзалу.

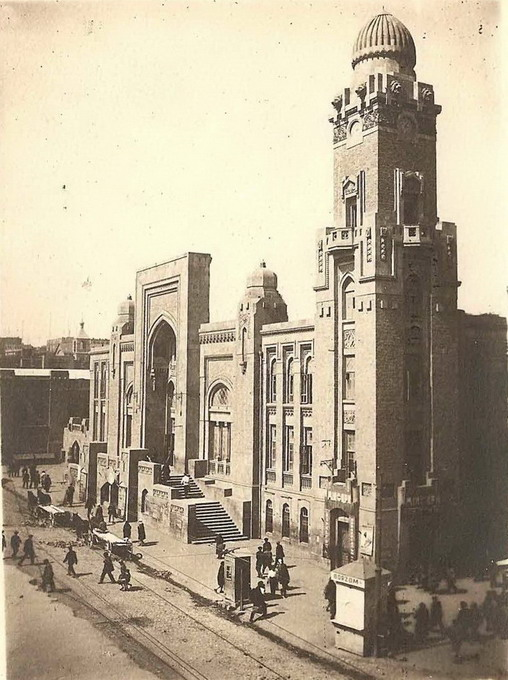
Сабунчінскій вокзал. 1930

Тифліський вокзал остаточно був спроєктований в 1882 році за проєктом архітектора Х. К. Васильєва, але у початковій стадії проєкт у мавританському стилі був виконаний професором Бруні, і художником Дріттенпрейсом та іншими, була плодом колективної праці архітекторів і художників, і введений в експлуатацію в 1883 році. Будівля вокзалу була запроєктована у двох рівнях: двоповерхова з боку міста і одноповерхова — з перону. На першому поверсі навколо вестибюля згруповані каси, багажне відділення, службові приміщення, на другому — пошта, телеграф, зали очікування та ін. Стіни, багато насичені орнаментом, що нагадує східний килим, завершувалися карнизом, який переходив на відносно стриманий вирішений плафон.
У 1926 році для обслуговування пасажирів електрифікованої Баку-Сабунчинскої залізниці, була проведена повна реконструкція будівлі Сабунчинського вокзалу, який обслуговує приміські перевезення по Апшеронському приміському вузлі. Архітектура нової будівлі була виконана у східному стилі. У 1977 році станція Баку-Пасажирський зазнала великої реконструкції, під час якої було побудовано нову сучасну будівлю вокзалу, яка тісно примикає до будівлі старого Тифліського вокзалу. Будинки Тифліського і Сабунчинського вокзалів є пам'ятками архітектури.
Жюль Верн устами Клодіуса Бомбарнака, героя однойменної повісті, так описав бакинський вокзал:
…І значний залізничний вокзал, гідний будь-якого великого міста Європи чи Америки
Крім Баку, будівлі вокзалів нині зараховані до пам'ятників архітектури є Хачмасе, Джульфа, Нахічевані, Аджігабуле, Євлах.

## Історія локомотивної тяги

### Локомотивні депо
Першим депо на залізницях Азербайджану було побудоване в 1880 році для обслуговування залізниці Баку-Сабунчі-Сурахан. Депо на станції Баку, спочатку обслуговувало як вантажні, так і пасажирські локомотиви. У 1883 р. з будівництвом залізниці Баку-Тифліс було побудовано локомотивне депо на станції Баладжари, що стало найбільшим в Закавказзі. З побудовою Баку-Тифліської залізниці локомотивні депо, крім Баладжар, були побудовані на станціях Аджігабул, Ґянджа, Акстафа; з будівництвом залізниці Баку-Порт-Петровськ (Махачкала) було побудовано депо на станції Дивичі, надалі депо були також побудовані на станціях Сальяни, Імішлі, Джульфа, Нахічевань, оборотні депо для паровозів були також споруджені на станціях Уджари, Євлах, Мінджевань, Аляти. Для обслуговування електропоїздів Баку-Сабунчинської електрифікованої залізниці було побудовано депо Беюк-Шор, в 1977 році об'єднане з депо Баку.
Надалі, з розвитком локомотивної тяги і її реконструкцією, модернізація торкнулася і локомотивних депо. Так було закрито багато оборотних депо для паровозів в Нахічевані, Євлаху, Аляти, депо Беюк-Шор і Баку об'єднані в одне локомотивне депо Баку-Пасажирський, було модернізовано локомотивне депо Баладжари, побудовано нове оборотне локомотивне депо на станції Ширван, оборотне депо з Акстафи було переведено на станцію Беюк-Кясік.
Нині на залізницях Азербайджану є шість основних локомотивних депо:
- Баку-Пасажирський
- Баладжари
- Ґянджа
- Імішлі
- Сальяни
- Джульфа

оборотні депо:
- Ширван
- Беюк-Кясик

### Паровози

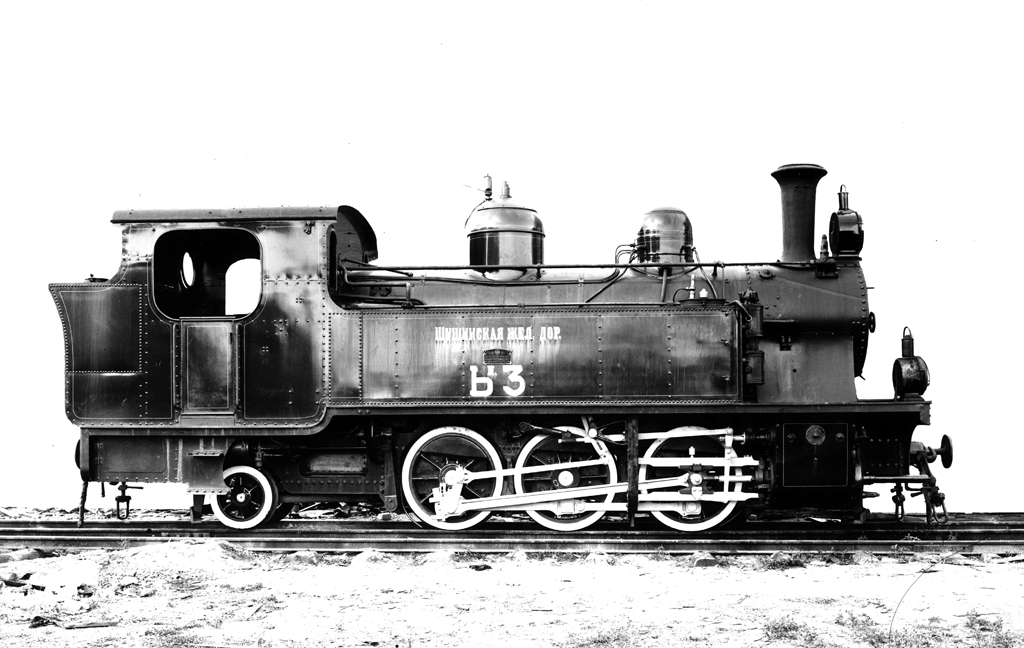
Паровоз Ьп, Шушинської залізниці, 1914

У період з 1908 по 1914 роки на залізницях в Азербайджані експлуатувалися паровози наступних серій:
- Серія Б-12
- Серія Г-20
- Серія Д-8
- Серія З (основний товарний) — 72
- Серія Зз-14
- Серія Зк-13
- Серія Дк-1
- Серія Н (Ферлі) — 2

Крім вищевказаних серій, досить широке розповсюдження отримали також паровози серії О.
В депо Нахічевань в експлуатації знаходилося 15 паровозів (серії невідомі). Разом на азербайджанській ділянці Закавказьких залізниць в експлуатації знаходилося 157 паровозів, експлуатувалися в основних депо (в цю кількість не входять паровози, що знаходилися в експлуатації оборотних депо). 4-та, 5-та і 7-та тягові ділянки Закавказьких залізниць, що проходили територією Азербайджану, складалися з наступних напрямків:
- 4 — Акстафа-Ґянджа-Аджигабул (невключно)
- 5 — Баку-Аджигабул (включно)
- 7 — Нахічевань — ст. Арарат в бік Улуханли (Масис) і в бік Джульфи.

Після входження Азербайджану до складу СРСР на залізниці Азербайджанської РСР стали надходити паровози радянської побудови. З 1920-х рр. по 1977 рік (рік повного закінчення експлуатації паровозів в Азербайджані) тут експлуатувалися паровози нижчезазначених серій:
- Э індексів р/у/м
- СО
- Су
- Л
- ЛВ
- 9П

На вузькоколійній залізниці Євлах — Ханкенді експлуатувалися вузькоколійні паровози серії Ьп колії 900 мм.
Останній паровоз серії СО, що використовувався як маневровий на під'їзних коліях станції Баку-товарна, був знятий з експлуатації в 1978 р.

### Електровози
Першим електровозом на залізницях Азербайджану, став електровоз №47, німецького виробництва, але в експлуатаційні він перебував недовго, і був переданий на Придніпровську залізницю. Першим масовим електровозом на залізницях Азербайджану, став електровоз серії ВЛ22м, який надійшов в експлуатацію наприкінці 1950-х рр. Вони обслуговували як вантажні, так і пасажирські. У той час невелика кількість електровозів ВЛ22м лише трохи підвищило частку електричної тяги в перевезеннях. Початок масової експлуатації електровозів припадає на 1960-ті роки, з надходженням на Азербайджанську залізницю електровозів серії ВЛ8. З кінця 1980-х років в експлуатацію надійшли електровози серії ВЛ23 і ВЛ11м.
У 2006 р. в експлуатацію прийнятий електровоз серії ВЛ10у, а також нові модифікації електровозів ВЛ11м — ВЛ11м4. На базі електровозів ВЛ11м також була створена партія односекційних електровозів E4s для водіння пасажирських поїздів.
На сьогодні в експлуатації перебувають електровози таких серій:
- ВЛ8
- ВЛ23,
- ВЛ11м
- ВЛ11м4
- ВЛ10у
- E4s

### Тепловози
Першими тепловозами на залізницях Азербайджану, були тепловози серії ТЕ1, що поступили в експлуатацію в середині 50-х рр. З кінця 50-х рр. на залізниці Азербайджану надходили в масовому порядку тепловози серії ТЭ3, маневрові тепловози ТЕМ1, ТЕМ2 різних модифікацій, з початку 80-х. тепловоз ЧМЕ3, ЧМЕ3т. З 1989 р. в експлуатацію надійшли тепловози ТЕ10, 2ТЕ10м, 3ТЕ10м і М62, 2М62. У середині 60-х рр. на залізниці проходив дослідну експлуатацію тепловоз серії ТЕ4.
Тепловози обслуговують вантажні та пасажирські перевезення на неелектрифікованих ділянках залізниць, таких як Сальяни-Астара, Сальяни-Нефтчала, Євлах - Ханкенді, Євлах - Білокани, Імішлі - Джульфа, виконують маневрову роботу на станціях.
Нині на залізницях Азербайджану, експлуатуються тепловози наступних серій:
Магістральні:
- ТЕ3
- ТЕ10, 2ТЕ10м,3ТЕ10м
- М62, 2М62

маневрові:
- ТЕМ2 різних модифікацій
- ЧМЕ3 і  ЧМЕ3т

маневрово-промислові:
- ТГМ1
- ТГМ23 — різних модифікацій
- ТГМ4 — різних модифікацій
- ТГМ6 — різних модифікацій
- ТГК2 — різних модифікацій

## Електрифікація

### Баку — Сабунчі — Сураханінськая електрифікована залізниця
Перша електрифікована залізниця в Азербайджані, а також у всьому колишньому СРСР, була побудована і відкрита 6 липня 1926 року з введенням в дію електрифікованої ділянки Баку-Сабунчі-Сурахани. Саме ця лінія, що сполучає столицю з нафтопромисловими селищами Сабунчі і Сурахани, була побудована в 1880 році. До 1924 по ній з інтервалом в 1,5 години рухалися 12 пасажирських поїздів з паровою тягою. Спочатку ділянка була електрифікована під напругу 1650 В постійного струму, пізніше вона були переведена на напругу 3300 В. Баку-Сабунчі-Сураханінськая електрогілка, з моменту заснування була виведена зі складу Закавказької залізниці, і підпорядкована Бакинській Міській Раді, тільки в 1940 році вона була знову передана до складу управління залізниці в Баку.

Баку - Сабунчі - Сураханінська електрифікована залізниця
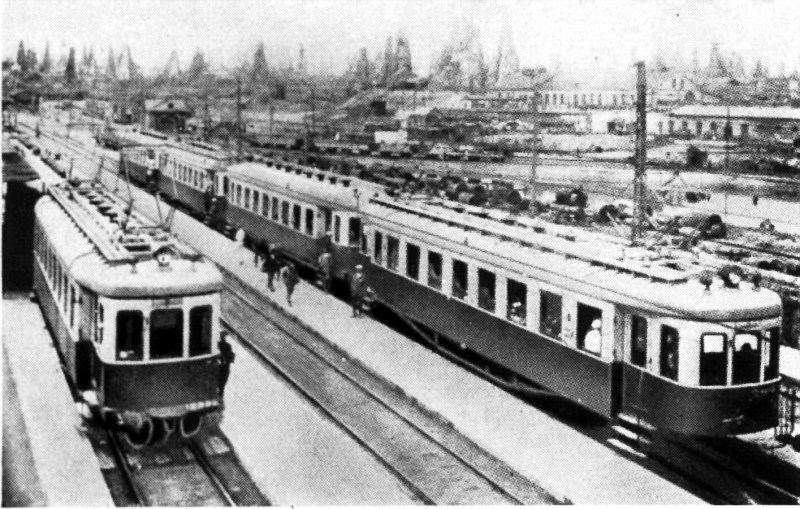
Електропоїзд на станції Сабунчі (1926 рік)
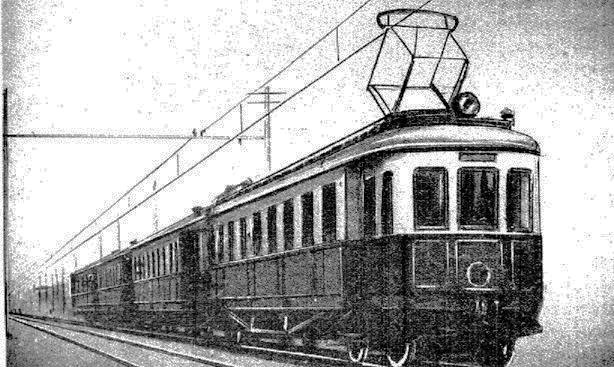
Електропоїзд Баку - Сабунчі - Сураханінської залізниці (1926 рік)
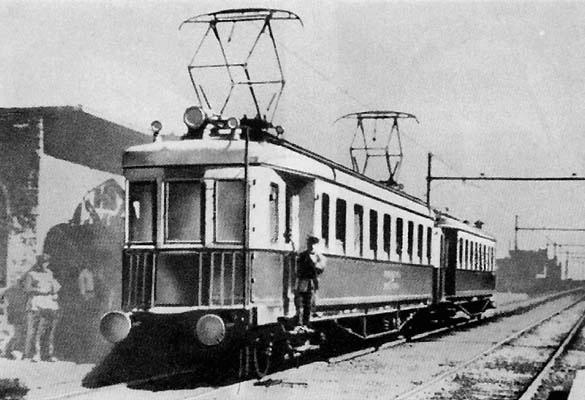
Електропоїзд на лінії Баку-Сабунчі

### Електрифікація загальної мережі
Після електрифікації Баку-Сабунчі-Сураханінської залізниці, були електрифіковані всі інші ділянки Бакинського приміського залізничного вузла.
- 1933 — до ст. Забрат
- 1935 — до ст. Маштагі
- 1939 — до ст. Бузовна
- 1949 — Сурахани — Кала-Бузовна, тим самим створена Апшеронська кільцева електрифікована залізниця.
- 1959 — між станціями Баглар-Більгя.

З 60-х років почалося електрифікація магістральних залізниць.
- 1961- між станціями Баладжари і Дуванний.
- 1963 — Ґянджа — Акстафа, Алабашли — Кушчінський міст, Баладжари-Сумгаїт-Головний і далі до ст. Сумгаїт-місто.
- 1971 — Аджигабул (Казі-магомед)-Алі-Байрамли
- 1972 — Аджигабул (Казі-магомед)-Євлах-Ґянджа.
- 1973 — Сумгаїт-Ялама, Аляти-Головний-Алі-Байрамли, Акстафа-Беюк-Кясік.

До 1979 року з електрифікацією ділянки Дербент — Махачкала Північно-Кавказької залізниці, було відкрито пряме сполучення на електротязі між Москвою і Баку.
- 1989 — Джульфа — Шарур.
- 1989 — Алі-Байрамли — Імішлі.

## Вузькоколійні залізниці
Поряд з будівництвом магістральних залізниць широкої колії (1524/1520мм), в Азербайджані, для забезпечення транспортних потреб промисловості і сільського господарства, велося будівництво також і вузькоколійних залізниць, колії 750, 900 і 1060 мм. Першою вузькоколійною, і першою загалом, залізницею в Азербайджані (вона відкрилася на кілька місяців раніше, Баку-Сабунчі-Сураханінської залізниці), була побудована фірмою «Бр. Сіменс» промислова вузькоколійна залізниця в Кедабеці, яка з'єднувала мідні рудники і заводи, які належали фірмі «Бр. Сіменс».
З часом були побудовані наступні вузькоколійні залізниці:
- Промислова вз АзНафті — 1924 р.
- ВЗ на острові Піраллахи — 1912 р.
- Нафтопромислові вз в околицях Баку — 1020 р.
- ВЗ на Нафтових каменях — 1950 р.
- Набраньськая вз — 1950 р.
- Хачмаськая вз — 1950 р.
- Макінская військово-польова вз (колії 1060 мм) — 1912 р.
- Бакинська двз — 1947 р.
- Нахічеваньськая вз — 1078 р.

Єдиною магістральною вз загального користування (колії 900 мм) була залізниця Євлах — Ханкенді, будівництво якої почалося в 1912 р., була припинене з початком Першої світової війни і завершилося 1942 р.
Всі вз були закриті, крім залізниці Євлах — Ханкенді, яка була перешита на широку колію.

## Метрополітен
Бакинський метрополітен відкрито 6 листопада 1967 року. Складається з двох ліній, червоної та зеленої, загальна довжина — 31,7 км, має 21 станцію. Є одним з двох (поряд з міським громадським автотранспортом) найважливіших видів міського транспорту Баку, виконано значний обсяг пасажироперевезень.